# Diocèse de Macao
Le diocèse de Macao (en latin : dioecesis Macaonensis ; en chinois : 天主教澳門教區 ; en portugais : diocese de Macau) a été créé le 23 janvier 1576 par l'édit du pape Grégoire XIII. Il comprenait à l'origine tout l'Extrême-Orient : la Chine, le Japon, le Vietnam et l'archipel malais, à l'exception des Philippines. Son premier évêque fut Melchior Carneiro (1516-1583), jésuite portugais.
L’évêque participe à titre de « membre associé » à la Fédération des conférences épiscopales asiatiques (en).

## Diocèse
Le diocèse ne couvre plus actuellement que la région administrative spéciale de Macao après le départ de Singapour et Malacca en 1981.
José Lai Hung-Seng (黎鸿升) est l'actuel évêque, le premier né à Macao et le deuxième évêque chinois (le premier étant Domingos Lam (en) 林家骏). Ses saints patrons sont François Xavier et Catherine de Sienne, et sa devise est Scientia et Virtus (la connaissance et la vertu).
Le diocèse est immédiatement sujet au Saint-Siège, au lieu d'être dans une province ecclésiastique. De sa création jusqu'en 1975, le diocèse était dépendant de l'archidiocèse de Goa, mais après la perte de la souveraineté de Goa par le Portugal, il devint totalement indépendant.

## Paroisses
Le diocèse est divisé en six paroisses et trois missions :
- paroisse cathédrale ;
- paroisse Notre-Dame-de-Fátima ;
- paroisse Notre-Dame-du-Mont-Carmel (couvre toute l'île de Taipa) ;
- paroisse Saint-Antoine ;
- paroisse Saint-Lazare  ;
- paroisse Saint-Laurent ;
- Freguesia de São Francisco Xavier/mission Saint-François-Xavier (couvre toute l'île de Coloane) ;[réf. nécessaire]
- Mission Saint-Joseph ;
- Mission Saint-François-Xavier (Mong Há).

## Listes des évêques
- Melchior Carneiro, ordonné évêque à Goa le 15 décembre 1560, pour la mission d'Éthiopie. Comme l'Éthiopie restait fermée il fut transféré à Macao lorsque le diocèse fut créé : (1576 - 19 août 1583 décédé)

- João de Casal 嘉素 † (10 avril 1690 - 20 septembre 1735 décédé)
- Eugénio de Trigueiros 德維智羅斯 † (1735 - 11 février 1739 archevêque de Goa)
- Hilário de Santa Rosa 羅沙 † (19 décembre 1740 - 1752 démission)
- Bartolomeu Manuel Mendes dos Reis 孟定士 † (29 janvier 1753 - 8 mars 1773 nommé évêque de Mariana)
- Alexandre da Silva Pedrosa Guimarães 祁羅沙 † (8 mars 1773 - 9 juillet 1789 démission)
- Marcelino José da Silva 施利華 † (14 décembre 1789 - 1802 démission)
- Manuel de São Galdino 賈定諾 † (20 décembre 1802 - 20 août 1804 nommé évêque coadjuteur de Goa)
- Francisco Nossa Senhora da Luz Chachim 查善 † (20 août 1804 - 31 janvier 1828 décédé)
- Nicolau Rodrigues Pereira de Borja 栢朗古 † (19 juin 1843 - 29 mars 1845 décédé)
- Jerónimo José da Mata † (28 mars 1845 - 25 septembre 1862 démission)
- Manuel Bernardo de Sousa Enes † (15 juin 1874 - 1883 transféré à Bragança-Miranda)
- António Joaquim de Medeiros 明德祿 † (10 novembre 1884 - 1897 décédé)
- José Manuel de Carvalho 嘉惠勞 † (19 avril 1897 - 1902 nommé évêque de Angra)
- João Paulino de Azevedo e Castro 鮑理諾 † (9 juin 1902 - 20 février 1918 décédé)
- José da Costa Nunes 高若瑟 † (16 décembre 1920 - 11 décembre 1940 archevêque de Goa et Daman)
- João de Deus Ramalho 羅若望 † (24 septembre 1942 -  1954 démission)
- Policarpo da Costa Vaz 高德華 † (29 janvier 1954 - 9 juillet 1960 transféré à Guarda)
- Paulo José Tavares 戴維理 † (19 août 1961 - 12 juin 1973 décédé)
- Arquimínio Rodrigues da Costa 高秉常 (20 janvier 1976 - 6 octobre 1988 démission)
- Domingos Lam (en) Ka-Tseung 林家駿 (6 octobre 1988 - 30 juin 2003 retraite)
- José Lai Hung-Seng 黎鴻昇 (30 juin 2003  - 16 janvier 2016)
- Stephen Lee Bun Sang (en) 李斌生 (depuis le 16 janvier 2016)